# Institut für neutestamentliche Textforschung
L'Institut für neutestamentliche Textforschung (« Institut de recherche textuelle sur le Nouveau Testament »), ou INTF, est un institut allemand de critique textuelle du Nouveau Testament consacré à la publication du Novum Testamentum Graece. Il a été fondé en 1959 dans le cadre de l'université de Münster par Kurt Aland, qui en est le premier directeur. Son épouse Barbara Aland lui succède à ce poste de 1983 à 2004, date à laquelle Holger Strutwolf prend sa suite à la tête de l'INTF.